# Хартман фон Бюдинген
Хартман фон Бюдинген (на немски: Hartmann von Budingen; de Budingen; † сл. 5 декември 1195) е господар на господството Бюдинген във Ветерау, бургграф на Гелнхаузен. Споменат е в документи между 1166 и 1195 г.
Той е син на Герлах I фон Бюдинген († сл. 1147), който е брат на Ортвин. Баща му дарява на своя територия манастир Конрадсдорф. Господарите на господството Бюдинген построяват дворец в Бюдинген.
Хартман фон Бюдинген е споменаван от 1166 г. около тридесет пъти в документи. Той често е около император Фридрих I. Участва в дворцовите събрания в Гелнхаузен през 1180 г. и в Майнц през 1184 г. Освен това той е около архиепископите на Майнц Конрад I фон Вителсбах и Христиан I фон Бух. Той придружава крал Хайнрих VI в походите през Средна Германия и през 1194 г. в Италия.
Със смъртта на син му Герлах II през 1245/1247 г. фамилията на господарите на Бюдинген измира по мъжка линия.

## Деца
Хартман фон Бюдинген има две деца:
- Ирмгард фон Бюдинген († сл. 1220), омъжена за Хайнрих I фон Изенбург († ок. 1227)
- Герлах II фон Бюдинген (* ок. 1157; † 1245/пр. 1247), женен за Мехтхилд фон Цигенхайн († сл. 18 септември 1229), дъщеря на граф Рудолф II фон Цигенхайн († 1189)